# Llano de Bureba
Llano de Bureba – gmina w Hiszpanii, w prowincji Burgos, w Kastylii i León, o powierzchni 15,19 km². W 2011 roku gmina liczyła 65 mieszkańców.